# Myxobolus bizerti
Myxobolus bizerti is een microscopische parasiet uit de familie Myxobolidae. Myxobolus bizerti werd in 1996 beschreven door Bahri & Marques. 